# Liste des îles de Cuba
Liste des îles de Cuba.

## Littoral nord

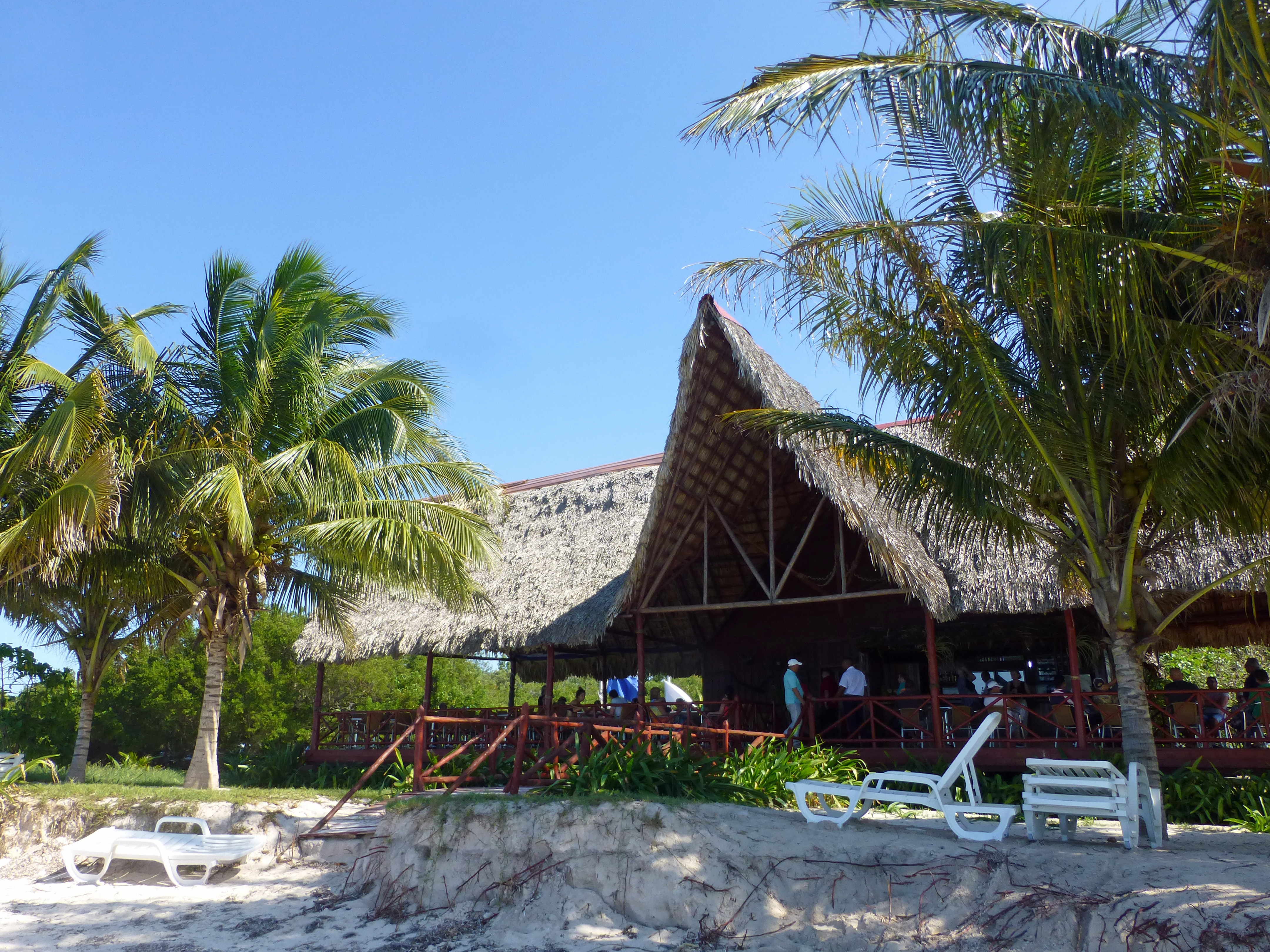
Cayo Jutías

- Archipel des Colorados :
  - Cayo de Buenavista,
  - Cayo Jutías,
  - Cayo Levisa,
- Archipel Sabana-Camagüey :
  - Cayo Piedras del Norte,
  - Cayo Cruz del Padre,
  - Cayo Bahía de Cádiz,
  - Cayo Fragoso,
  - Cayo Francés,
  - Cayo Los Ensenachos,
  - Cayo Santa Maria,
  - Jardines del Rey :
    - Cayo Guillermo
    - Cayo Coco
    - Cayo Paredón Grande
    - Cayo Romano
    - Cayo Confites

## Littoral sud
- Archipel des Canarreos :
  - Île de la Jeunesse
  - Cayo Largo
  - Cayo Guano del Este
- Cayos Blancos del Sur, dont l'île Ernst Thälmann
- Jardines de la Reina :
  - Cayo Bretón
  - Cayo Cachiboca[1]
  - Cayo Santa Maria (Camagüey)[2]
- Cayos de San Felipe
  - cayo La Cucaña[3]
  - cayo Juan García[4]
  - cayo Real de San Felipe[5]
  - cayo Coco de San Felipe[6]
  - cayo Coco Chico[7]
  - Cayo Sijú[8]